# سمين ومريض وعلى وشك الموت
سمين ومريض وعلى وشك الموت هو فيلم وثائقي أمريكي لعام 2010 يتتبع رحلة الأسترالي جو كروس التي تستغرق 60 يومًا عبر الولايات المتحدة حيث يتبع صيام العصير لاستعادة صحته تحت رعاية جويل فورمان، مدير الأبحاث بمؤسسة أبحاث التغذية.

## ملخص
يتتبع الفيلم الطويل كروس، الذي كان مكتئبًا، ووزنه 310 رطلاً، ويعاني من مرض مناعة ذاتية خطير، وكان يتناول المنشطات في بداية الفيلم، بينما يبدأ في تناول العصير بسرعة. يعمل كروس وروبرت ماك، المؤلفان المشاركان للفيلم، في المجلس الاستشاري لمؤسسة أبحاث التغذية. بعد صيامه واعتماد نظام غذائي نباتي، صرح كروس في بيان صحفي أنه فقد 100 رطل من وزنه وتوقف عن تناول جميع الأدوية. خلال رحلته البرية، يلتقي كروس بفيل ستابلز، سائق شاحنة يعاني من السمنة المفرطة من شيلدون، آيوا، في محطة شاحنات في أريزونا ويلهمه لتجربة صيام العصير. تم إصدار تكملة للفيلم الأول، سمين ومريض وعلى وشك الموت 2، في عام 2014.

## جوائز
فاز فيلم سمين ومريض وعلى وشك الموت بجائزة رك في جائزة اختيار الجمهور – الفيلم الوثائقي في مهرجان سونوما السينمائي الدولي لعام 2010.

## استقبال نقدي
تلقى الفيلم آراء متباينة مع موقع تجميع المراجعة روتر توميتوز، مما منحه تقييمًا بنسبة 69% "جديد" وحصل ميتاكريتيك على متوسط درجات 45 من أصل 100، بناءً على 5 مراجعات. وصفته صحيفة هوليوود ريبورتر بأنه "إعلان تجاري ينقل نفسه إلى فيلم وثائقي". ذكرت صحيفة نيويورك تايمز أن الفيلم "ليس اهتزازًا رائعًا كفيلم، ولكن كإعلان لبرنامج العافية الخاص بالسيد كروس، فإن قلبه السليم الآن في المكان المناسب". استعرض الصحفي أفيري ييل كاميلا الفيلم في عام 2011، وذكر أن كروس خطط لمواصلة تجنب الوجبات السريعة و"تناول نظام غذائي يتمحور حول الطعام الكامل". ذكرت أن كروس أنشأ مجتمعًا عبر الإنترنت يسمى أعد تشغيل حياتك.

## أنظر أيضا
- قائمة وسائل الإعلام النباتية

## روابط خارجية
- الموقع الرسمي
- Fat, Sick and Nearly Dead 2 – official website نسخة محفوظة 21 سبتمبر 2016 على موقع واي باك مشين.